# Elisabete Matos
Elisabete Matos GOIH (Caldas das Taipas, 6 de setembro de 1964) é uma cantora de ópera portuguesa. É considerada a mais internacionalmente reconhecida soprano lusa da atualidade.

## Biografia
Maria Elisabete da Silva Duarte Matos nasceu em 6 de setembro de 1964 em Caldas das Taipas, freguesia de Caldelas, concelho de Guimarães, distrito de Braga
Nascida numa família com bases de formação musical ligada à Banda Musical de Caldas das Taipas, enveredou pelos estudos musicais no Conservatório de Música Calouste Gulbenkian de Braga, onde estudou violino e canto, tendo entre os docentes Palmira Troufa.
A estreia de Elisabete Matos deu-se em 1988, com apenas 18 anos, no Coliseu do Porto no papel de Frasquita, uma personagem da ópera Carmen (Bizet).
Segue com 18 anos para Madrid, Espanha, para prosseguir os seus estudos após ganhar uma bolsa da Fundação Calouste Gulbenkian, vivendo na capital espanhola desde 1988.
Elisabete Matos licenciou-se em Música-Canto na Escuela Superior de Canto de Madrid, combinando os estudos com incursões profissionais.

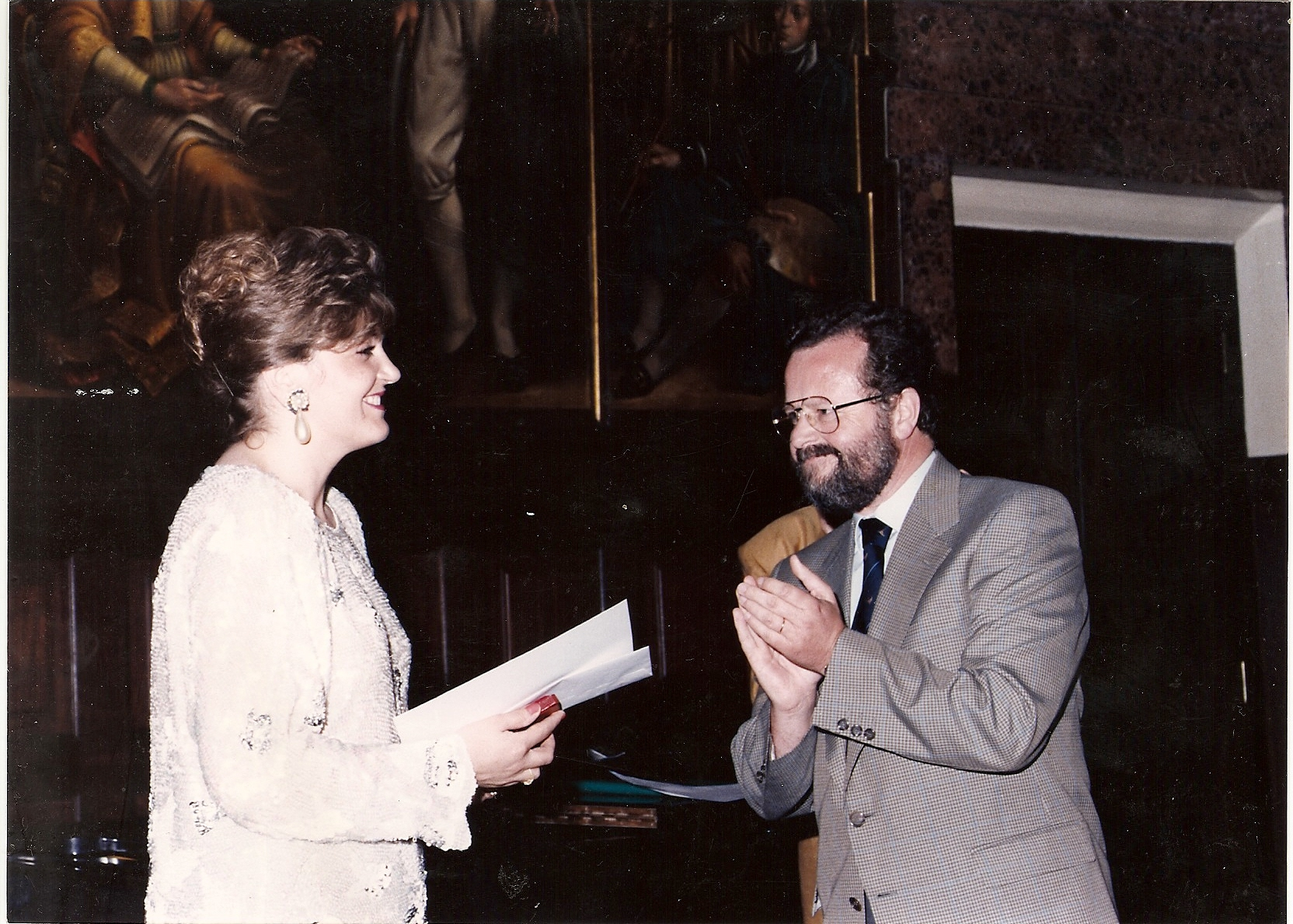
Elisabete Matos a receber o 1.º prémio do Concurso Nacional de Canto Luísa Todi (1991)

Em 1991 Elisabete Matos venceu o Concurso Nacional de Canto Luísa Todi, a única prova de canto lírico existente em Portugal, organizado Câmara Municipal de Setúbal.
Com o patrocínio da Comissão Nacional para as Comemorações dos Descobrimentos Portugueses, no âmbito do V Centenário do Tratado de Tordesilhas 1494-1994, é lançado em 1994 Depois de Tordesilhas..., trabalho discográfico que reúne as sopranos Elisabete Matos, Elsa Saque e Helena Afonso com o pianista Nuno Vieira de Almeida para interpretar composições de nomes como José Francisco Leal, Francisco de Lacerda, Luís de Freitas Branco, Enrique Granados ou Heitor Villa-Lobos.
Ao conquistar, em 1995, o segundo lugar no en:International Hans Gabor Belvedere Singing Competition (Concurso Internacional de Canto Hans Gabor Belvedere) Elisabete Matos começou a destacar-se para além da esfera ibérica. A sua carreira internacional ficou definitivamente lançada, [carece de fontes?] na de:Hamburgische Staatsoper (Ópera Estatal de Hamburgo) com os papéis de Donna Elvira em Don Giovanni (Mozart) e Alice Ford da ópera Falstaff (Verdi).
Em outubro de 1997, Elisabete Matos faz uma estreia triunfal na reabertura do madrileno Teatro Real na estreia mundial da ópera Divinas Palabras, por Antón García Abril, ao lado de Plácido Domingo, interpretando o papel principal de Mari-Galia em alternância com Inmaculada Egido. Reconhecendo as qualidades da soprano, o tenor e maestro convidou-a então para cantar com ele na Le Cid (Massenet) no papel de  Chimène, que viria a ser apresentada em 1999, em maio no es:Teatro de la Maestranza de Sevilha e em novembro pela Ópera Nacional de Washington no John F. Kennedy Center for the Performing Arts. No entanto, antes destes espectáculos, ambos ainda se cruzaram no concerto que Plácido Domingo deu no Estádio do Restelo, em Lisboa, por alturas da EXPO'98, seguindo-se outro convite para Elisabete participar pela companhia Ópera Nacional de Washington, de que Domingo era director artístico, como "Dolly" em Sly (Ermanno Wolf-Ferrari) ao lado de José Carreras, em março de 1999, também no Kennedy Center.
Em 1999, é editado o álbum La Dolores (ópera de Tomás Bretón) em que Elisabete Matos se apresenta no papel de Dolores ao lado de Plácido Domingo (Lázaro), acompanhados pelo Coro do Grande Teatro do Liceu e pela Orquestra Sinfónica de Barcelona e Nacional da Catalunha com maestro Antoni Ros Marbá. Este trabalho recebeu o Grammy Latino (2000) para Melhor Álbum de Música Clássica (Best Classical Album), logo na primeira edição deste prémio, tornando-se assim a primeira portuguesa a receber este galardão.
Em 2001, participa na abertura oficial do Porto 2001 (Capital Europeia da Cultura), actuando com a Orquestra Nacional do Porto, com direcção do maestro Marc Tardue, no Coliseu do Porto, dia 13 de janeiro. Já em março de 2001, participa na Gala Verdi, espectáculo no Teatro Palacassa, em Parma, inserido nas comemorações do centenário da morte de Giuseppe Verdi, sob a direcção musical de Zubin Mehta, ao lado das maiores estrelas da ópera da altura. Ainda em Itália, participa em julho no Macerata Opera Festival estreando-se no papel de Floria Tosca em Tosca (Puccini) com a direcção de Renato Palumbo.
Em fevereiro de 2004 Elisabete Matos estreia-se no Teatro alla Scala de Milão no papel de Madame Lidoine em Dialogues des Carmélites (Poulenc) com o maestro Riccardo Muti.
Em 2005 actua na inauguração da Casa da Música, no Porto, a 15 de abril, no segundo dia do festival de abertura e representa Portugal no es:Festival Internacional de Teatro Clásico de Mérida (Espanha) com a soprano a interpretar o papel de Norma, na ópera Norma (Bellini) com direcção cénica de Gustavo Tambascio, numa estreia no Teatro Romano a 7 de julho.
No início de 2010, aquando do arranque das comemorações do Centenário da Implantação da República Portuguesa, no Porto, foi apresentado um CD com as novas versões do Hino Nacional de Portugal que incluía, entre outras, a interpretação de Elisabete Matos. Este disco, uma iniciativa foi desenvolvida pela Comissão Nacional para as Comemorações do Centenário da República, pelo Teatro Nacional de São Carlos e pela RTP, em colaboração com o Ministério da Cultura e o INATEL, foi editado para distribuição às orquestras sinfónicas, bandas filarmónicas, escolas, academias de música e embaixadas portuguesas no estrangeiro, com o objectivo é homogeneizar a interpretação, passando a ser a versão oficial. Na sessão de encerramento das comemorações, a 21 de outubro de 2011 Elisabete Matos interpretou, na sua versão integral, "A Portuguesa", acompanhada da Banda da Guarda Nacional Republicana e do Coro do Teatro Nacional de São Carlos, em pleno hemiciclo da Assembleia da República.

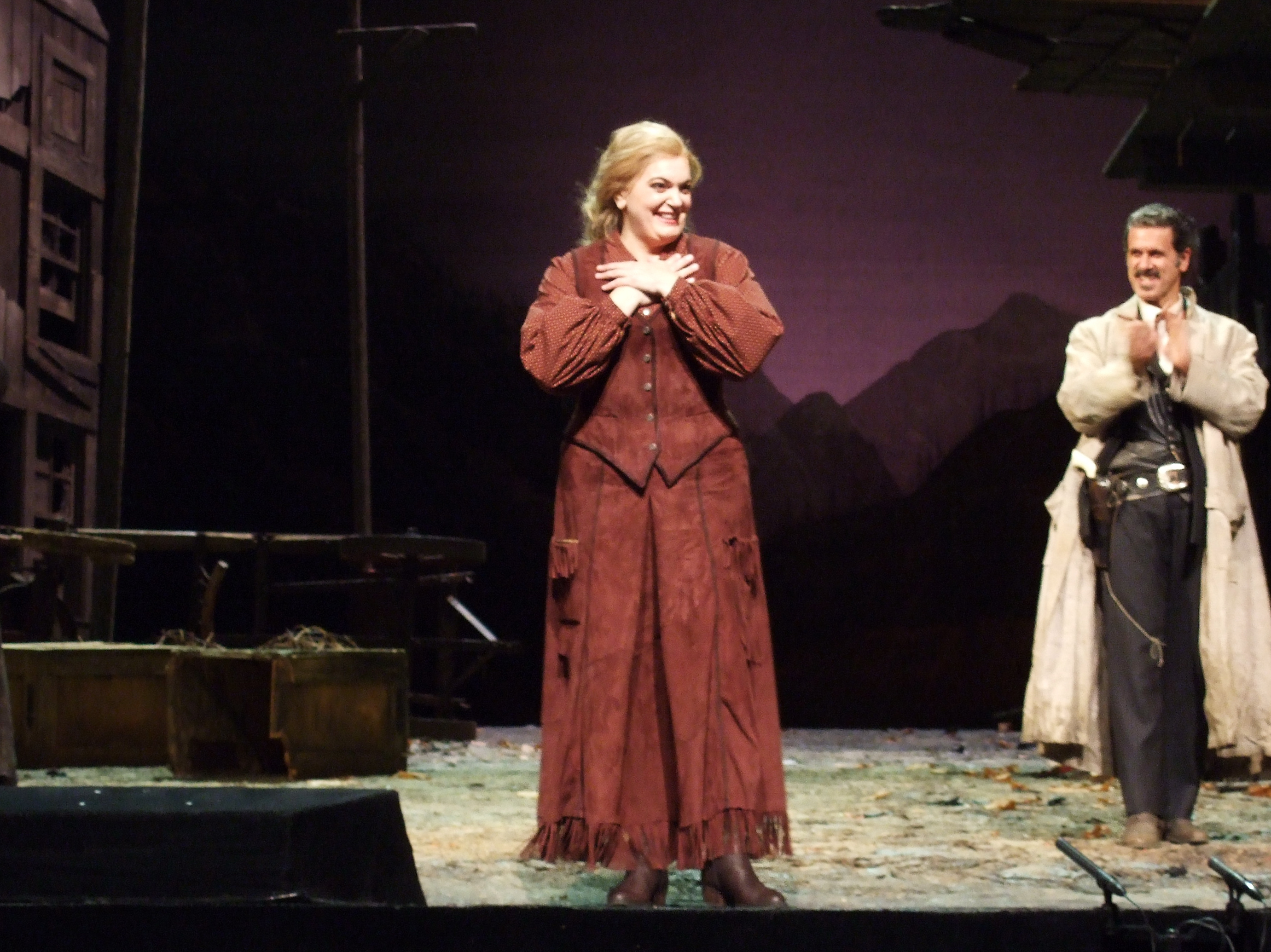
Elisabete Matos na estreia no Metropolitan Opera (2010)

Em Dezembro de 2010, Elisabete Matos estreou-se no Metropolitan de Nova Iorque, interpretando Minnie, o papel principal da ópera de Puccini, La Fanciulla del West, um papel também interpretado por Deborah Voigt naquela produção.
Desde 2012, Elisabete Matos é professora adjunta convidada como especialista nas áreas de Performance Musical e Canto da Escola Superior de Artes Aplicadas  do Instituto Politécnico de Castelo Branco.
Em 2013 Elisabete Matos assinalou os seus 25 anos de carreira, com o lançamento de uma fotobiografia e um recital no Teatro Nacional de São Carlos, em Lisboa, a 12 de janeiro de 2013. O ano mostrou-se recheado de homenagens destacando-se a atribuição da Medalha de Mérito Cultural.
Em 2015 candidatou-se à direção artística do Teatro Nacional de São Carlos no concurso internacional para preencher um lugar vago desde 2013. A escolha acabou por recair em 2016 sobre Patrick Dickie, anterior consultor artístico e programador convidado desta casa de ópera.
A 10 de Junho de 2015, a Soprano foi convidada a integrar as Comemorações do Dia de Portugal, de Camões e das Comunidades Portuguesas, que nesse ano se realizaram na cidade de Lamego. Foi acompanhada pela mais célebre filarmónica da região, e das mais antigas do país, a Banda Filarmónica de Magueija, com quem interpretou o Hino "A Portuguesa" e peças de Vianna da Motta.
Elisabete Matos participou na sessão solene de encerramento as celebrações do Centenário das Aparições de Fátima, a 13 de outubro de 2017, integrando um concerto com a Orquestra e pelo Coro Gulbenkian, dirigidos pela maestrina Joana Carneiro, que incluiu, entre outras, obras encomendadas aos compositores James MacMillan e Eurico Carrapatoso.
Entre 2019 e 2023, foi diretora artística do Teatro Nacional de São Carlos.
Nas eleições legislativas de 2022, surgiu em segundo da lista por Braga do Partido Socialista, tendo sido eleita deputada à Assembleia da República. No entanto, nunca assumiu o mandato por exercer as funções de diretora artística do Teatro Nacional de São Carlos, tendo renunciado ao mandato a 22 de setembro de 2022.

## Repertório
Sendo um soprano Lírico-spinto, Elisabete Matos é dona de uma voz capaz de uma grande intensidade dramática com um timbre de pura beleza. Os seus compositores mais executados são Puccini e Wagner, mas conta com mais de cinquenta papéis no seu repertório.

### Papéis em ópera
| Personagem              | Obra                     | Autoria       | Ref.          |
| ----------------------- | ------------------------ | ------------- | ------------- |
| Norma                   | Norma                    | Bellini       | [ 47 ]        |
| Micaela                 | Carmen                   | Bizet         |               |
| Dolores                 | La Dolores               | Bretón        | [ 33 ]        |
| Margarita               | Margarita la Tornera     | Chapí         |               |
| Salud                   | La Vida Breve            | Falla         |               |
| Mari-Galia              | Divinas Palabras         | García Abril  | [ 27 ]        |
| Iphigénie               | Iphigénie en Tauride     | Gluck         |               |
| Rosa                    | Gaudí                    | Joan Guinjoán |               |
| La del Alba             | Don Quijote              | Halffeter     |               |
| Kátja                   | Kátja Kabanowá           | Janácek       |               |
| Zazà                    | Zazà                     | Leoncavallo   |               |
| Santuzza                | Cavalleria Rusticana     | Mascagni      |               |
| Chimène                 | Le Cid                   | Massenet      | [ 29 ]        |
| Donna Elvira            | Don Giovanni             | Mozart        | [ 20 ]        |
| Contessa                | Le Nozze di Figaro       | Mozart        |               |
| Ermissende              | Els Pirineus             | Pedrell       |               |
| Mimi                    | La Bohème                | Puccini       |               |
| Minnie                  | La Fanciulla del West    | Puccini       | [ 52 ]        |
| Suor Angelica           | Suor Angelica            | Puccini       |               |
| Tosca                   | Tosca                    | Puccini       | [ 40 ]        |
| Principessa Turandot    | Turandot                 | Puccini       | [ 19 ]        |
| Gioconda                | La Gioconda              | Ponchelli     |               |
| Mme Lidoine             | Dialogues des Carmélites | Poulanc       | [ 20 ] [ 42 ] |
| Contessa                | Capriccio                | Strauss       |               |
| Amelia                  | Ballo in maschera        | Verdi         |               |
| Elisabetta              | Don Carlo                | Verdi         |               |
| Alice Ford              | Falstaff                 | Verdi         | [ 20 ]        |
| Amelia                  | Gustavo III              | Verdi         |               |
| Leonora                 | Il Trovatore             | Verdi         |               |
| Lisa                    | La Battaglia di Legnano  | Verdi         |               |
| Abigaille               | Nabucco                  | Verdi         |               |
| Amelia                  | Simón Boccanegra         | Verdi         |               |
| Freia                   | Das Rheingold            | Wagner        |               |
| Senta                   | Der Fliegende Holländer  | Wagner        | [ 13 ]        |
| Sieglinde               | Die Walküre              | Wagner        | [ 66 ]        |
| Elsa                    | Lohengrin                | Wagner        |               |
| Gutrune und Dritte Norn | Götterdämmerung          | Wagner        |               |
| Elisabeth               | Tannhäuser               | Wagner        |               |
| Dolly                   | Sly                      | Wolf-Ferrari  | [ 17 ]        |

## Discografia
- Depois de Tordesilhas... (Vários) (1994, CD, Numérica, Paços de Brandão)
 com Elisabete Matos (soprano); Elsa Saque (soprano); Helena Afonso (soprano); Nuno Vieira de Almeida (piano)[25][25][67]
- La Dolores (Tomás Bretón) (1999, CD, Decca)
 com Elisabete Matos (soprano, Dolores); Raquel Pierotti (mezzo-soprano, Gaspara); Plácido Domingo (tenor, Lázaro); Manuel Lanza (chant, Melchor); Tito Beltrán (tenor, Celemin); Coro do Grande Teatro do Liceu e Orquestra Sinfónica de Barcelona e Nacional da Catalunha com maestro Antoni Ros Marbá[68]
- Margarita la Tornera (Ruperto Chapí) (2002, CD, Radiotelevisión Española, Madrid)
 com Plácido Domingo (Juan de Alarcón); Elisabete Matos (Margarita); Angel Ódena (Don Lope de Aguilera); Orquesta Sinfónica de Madrid com o masetro Luis Antonio García Navarro[69]
- Requiem (Suppé) (2003, CD, Virgin Classics, Londres)
 com Elizabete Matos (soprano); Mirjam Kalin (contralto); Aquiles Machado (tenor) ; Luis Rodrigues (baixo); Coro Gulbenkian e Orquestra Gulbenkian com maestro Michel Corboz[70]
- Dialogues des Carmélites (Francis Poulenc) (2005, CD, Musicom, Milão)
 com Christopher Robertson (Marquis de la Force); Dagmar Schellenberger (Blanche); Gordon Gietz (cavaleiro); Anja Silja (Madame de Croissy); Elisabete Matos (Madame Lidoine); Coro e Orquestra do Teatro alla Scala di Milano com maestro Riccardo Muti[71]

## Filmografia
- Le Cid (Jules Massenet) (2005, DVD, House of Opera, Duluth, Georgia)
 com Plácido Domingo (O Cid) ; Elisabète Matos (Chimène); Angela Turner Wilson (Infanta); Coro da Ópera de Washington  e Kennedy Center Opera House Orchestra com maestro Emmanuel Villaume[72]

## Prémios e homenagens
- Em 1991 Elisabete Matos venceu o Concurso Nacional de Canto Luísa Todi organizado Câmara Municipal de Setúbal.[23][24]
- Em 1992 Elisabete Matos venceu o Premio Internacional de Canto da Fundación Guerrero, ou Concurso de Canto Jacinto Guerrero.[73][74]
- Em 1999 Elizabete Matos foi feita Oficial da Ordem do Infante D. Henrique, a 8 de março.[75]
- Pela "sua carreira internacional em ascensão" Elisabete Matos recebeu o Prémio Bordalo (1999) na categoria "Música Erudita". Os prémios  atribuídos pela Casa de Imprensa foram entregues numa cerimónia em 4 de Junho de 2000, no Grande Auditório da Culturgest.[76]
- Em 2003 recebeu a Medalha de Ouro por Mérito Artístico da Cidade de Guimarães, a 24 de junho.[10][77]
- Por "mérito nas artes musicais e bel canto", Elisabete Matos foi uma das distinguidas com o Prémio Femina em 2013, atribuído pela Portugal Protocolo a 9 de Março, em Guimarães.[78][79]
- Em 2013, Elisabete Matos foi agraciada com o Prémio Femina por mérito nas Artes Musicais e Bel Canto, em Guimarães.
- Em 2013 Elisabete Matos recebeu o Prémio Voz atribuído pelo Departamento de Otorrinolaringologia, Voz e Perturbações da Comunicação do Hospital de Santa Maria, no âmbito da comemorações, na Aula Magna, em Lisboa, do Dia Mundial da Voz a 16 de abril.[80][81][82][83]
- Em 2013 Elizabete Matos foi elevada a Grande-Oficial da Ordem do Infante D. Henrique, a 7 de junho.[75][84][85] A condecoração ficou agendada para atribuição na Sessão Solene em Elvas comemorativa do 10 de Junho, Dia de Portugal, de Camões e das Comunidades Portuguesas.[86]
- Em 8 de junho de 2015 Elisabete Matos recebeu a Medalha de Mérito Cultural atribuída pela Secretaria de Estado da Cultura "em reconhecimento da importância da sua carreira na área do canto lírico, com expressão a nível mundial", entregue no Teatro Nacional de S. Carlos.[84][87]
- Em 2016 recebeu Medalha de Honra da freguesia de Caldelas em sessão solene da Assembleia de Freguesia a 19 de junho, comemorativa dos 76 anos da data de elevação da povoação de Caldas das Taipas à categoria de vila.[88][89]
- Em 2017 recebeu o Prémio Maria Isabel Barreno - Mulheres Criadoras de Cultura, uma iniciativa da Comissão para a Cidadania e a Igualdade de Género e do Gabinete de Estratégia, Planeamento e Avaliação Culturais em homenagem a Maria Isabel Barreno. A cerimónia decorreu a 10 de outubro na Museu Nacional dos Coches, em Lisboa, e distinguiu ao mesmo tempo também a pintora Paula Rego, a jornalista Diana Andringa, a atriz Cristina Paiva e a encenadora Mónica Calle.[55][90]